# أويفيند آسلاند
أويفيند آسلاند (بالنرويجية البوكمول: Øyvind Aasland)‏ هو لاعب دارت نرويجي، ولد في القرن العشرين في النرويج.

## وصلات خارجية
- أويفيند آسلاند على موقع DartsDatabase.co.uk (الإنجليزية)